# Samuel Mendelsohn
Samuel Mendelsohn (* 31. März 1850 in Schillelen, Gouvernement Kowno; † 30. September 1922 in Wilmington, North Carolina) war ein US-amerikanischer Rabbiner und jüdischer Gelehrter litauischer Herkunft.
Mendelsohn erhielt seine Ausbildung am Rabbinerkolleg in Wilna, an der Rabbinerschule in Berlin und am Maimonides College in Philadelphia. Von 1873 bis 1876 war er Rabbiner in Norfolk (Virginia), anschließend bis zum Sommer 1922 in Wilmington (North Carolina). Er war Mitarbeiter der Jewish Encyclopedia.
1879 heiratete er Esther Jastrow, Nichte des jüdischen Gelehrten Marcus Jastrow. Ihr Sohn war Charles Jastrow Mendelsohn.

## Veröffentlichungen (Auswahl)
- The criminal jurisprudence of the ancient Hebrews, compiled from the Talmud and other Rabbinical writings, and compared with Roman and English penal jurisprudence. Baltimore 1891